# Noel Vásquez
Noel Armando Vásquez Mendoza (* 19. Oktober 1976) ist ein venezolanischer Radrennfahrer.

## Karriere
Noel Vásquez gewann im Jahr 2000 zwei Etappen bei der Vuelta al Táchira und konnte so auch die Gesamtwertung für sich entscheiden. Im nächsten Jahr gewann er dort wieder eine Etappe und die Gesamtwertung und 2002 war er auf zwei Teilstücken erfolgreich. In der Saison 2007 gewann Vásquez eine Etappe beim Clasico Pedro Infante und wurde auch Erster der Gesamtwertung. Außerdem gewann er das Eintagesrennen Juegos del Alba. 2008 gewann Vásquez wieder ein Teilstück bei der Vuelta al Táchira und er wurde zum ersten Mal venezolanischer Meister im Straßenrennen.
Bei der Vuelta a Guatemala wurde Vásquez positiv auf Doping getestet, für vier Jahre gesperrt und mit einer Geldstrafe belegt.

## Erfolge
2000
- Gesamtwertung und zwei Etappen Vuelta al Táchira

2001
- Gesamtwertung und eine Etappe Vuelta al Táchira

2002
- zwei Etappen Vuelta al Táchira

2008
- eine Etappe Vuelta al Táchira
- Venezolanischer Meister – Straßenrennen

2010
- Dritter Vuelta al Táchira

2011
- eine Etappe Vuelta al Táchira

## Teams
- 2008 Gobernación del Zulia-BOD
- 2009 Lotería del Táchira
- 2010 Lotería del Táchira
- 2011 Lotería del Táchira-Sporade
- 2012 Prodem-Lotería del Táchira
- 2013 Lotería del Táchira